# 카메라 (2014년 영화)
《카메라》(Camera)는 홍콩, 싱가포르에서 제작된 제임스 렁 감독의 2014년 드라마 영화이다. 션 리 등이 주연으로 출연하였다. 2014년 부천국제판타스틱영화제에서 초연되었다. 렁 감독 최초의 내레이티브 영화이다.

## 출연
- 션 리(Sean Li): 밍(Ming) 역
- 비너스 웡(Venus Wong): 클레어(Clare) 역
- 캘빈 푼(Calvin Poon): 닥터 찬(Dr. Chan) 역